# طراح یک
طراح یک، روستایی در دهستان طراح بخش گمبوعه شهرستان حمیدیه در استان خوزستان ایران است. این روستا، مرکز دهستان طراح است.

## جمعیت
بر پایه سرشماری عمومی نفوس و مسکن در سال ۱۳۹۵، جمعیت این روستا برابر با ۱٬۶۱۹ نفر (۴۱۶ خانوار) بوده است.